# Fisica teorica

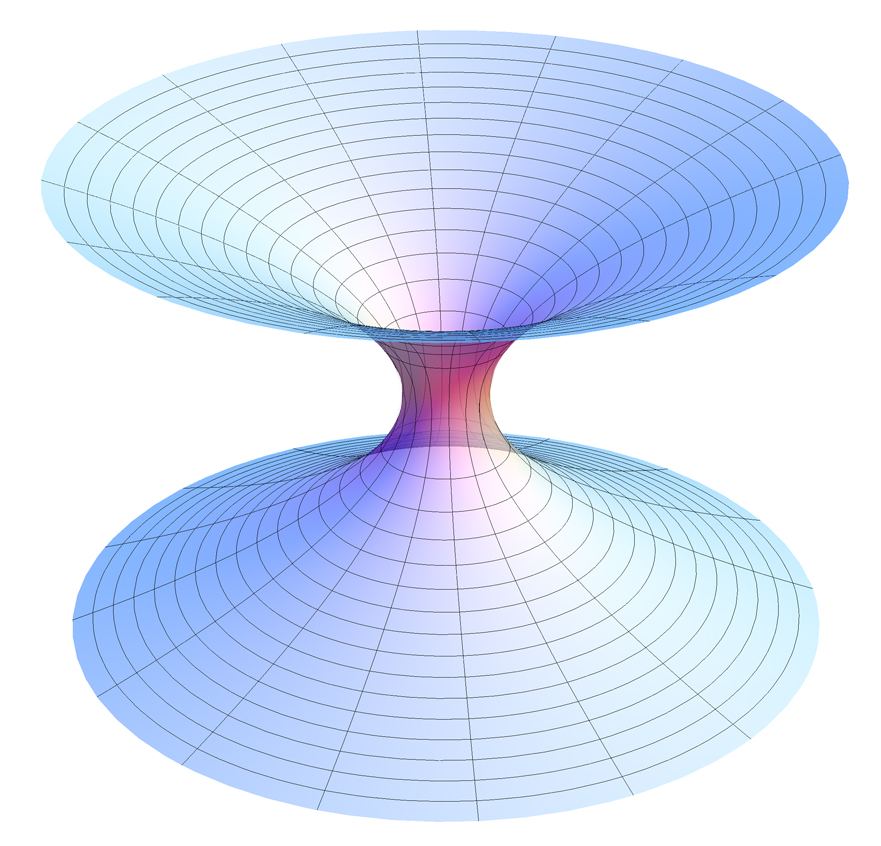
Rappresentazione visiva di un wormhole di Schwarzschild. Non sono mai stati osservati wormholes, ma l'esistenza è stata prevista attraverso modelli matematici e teorie scientifiche.

La fisica teorica è la branca della fisica che fa uso di modelli matematici e dell'astrazione degli oggetti e dei sistemi fisici per motivare, spiegare e prevedere i fenomeni naturali. Si distingue dalla fisica sperimentale, che cerca di studiare suddetti fenomeni tramite esperimenti.
L'avanzamento della scienza in genere dipende dalla relazione tra gli esperimenti e la teoria. In alcuni casi, la fisica teorica si attiene al rigore matematico dando minor peso agli esperimenti e alle osservazioni. Per esempio, quando stava sviluppando la relatività ristretta, Albert Einstein si preoccupava del problema delle trasformazioni di Lorentz che lasciano le equazioni di Maxwell invariate, ma non era interessato all'esperimento di Michelson-Morley sull'etere luminifero. Viceversa, Einstein fu insignito del premio Nobel per la fisica per aver spiegato l'effetto fotoelettrico, che era un risultato sperimentale carente di una formulazione teorica.
È dibattuto il ruolo della matematica nella ricerca in fisica teorica, se viene usata per avere un'intuizione (soprattutto quando gli esperimenti non sono sufficienti), oppure se viene usata solo come strumento per formalizzare le teorie.
Concetti chiave, ampiamente diffusi in tutta la fisica teorica sono quelli di invarianza/covarianza e simmetria.

## Storia

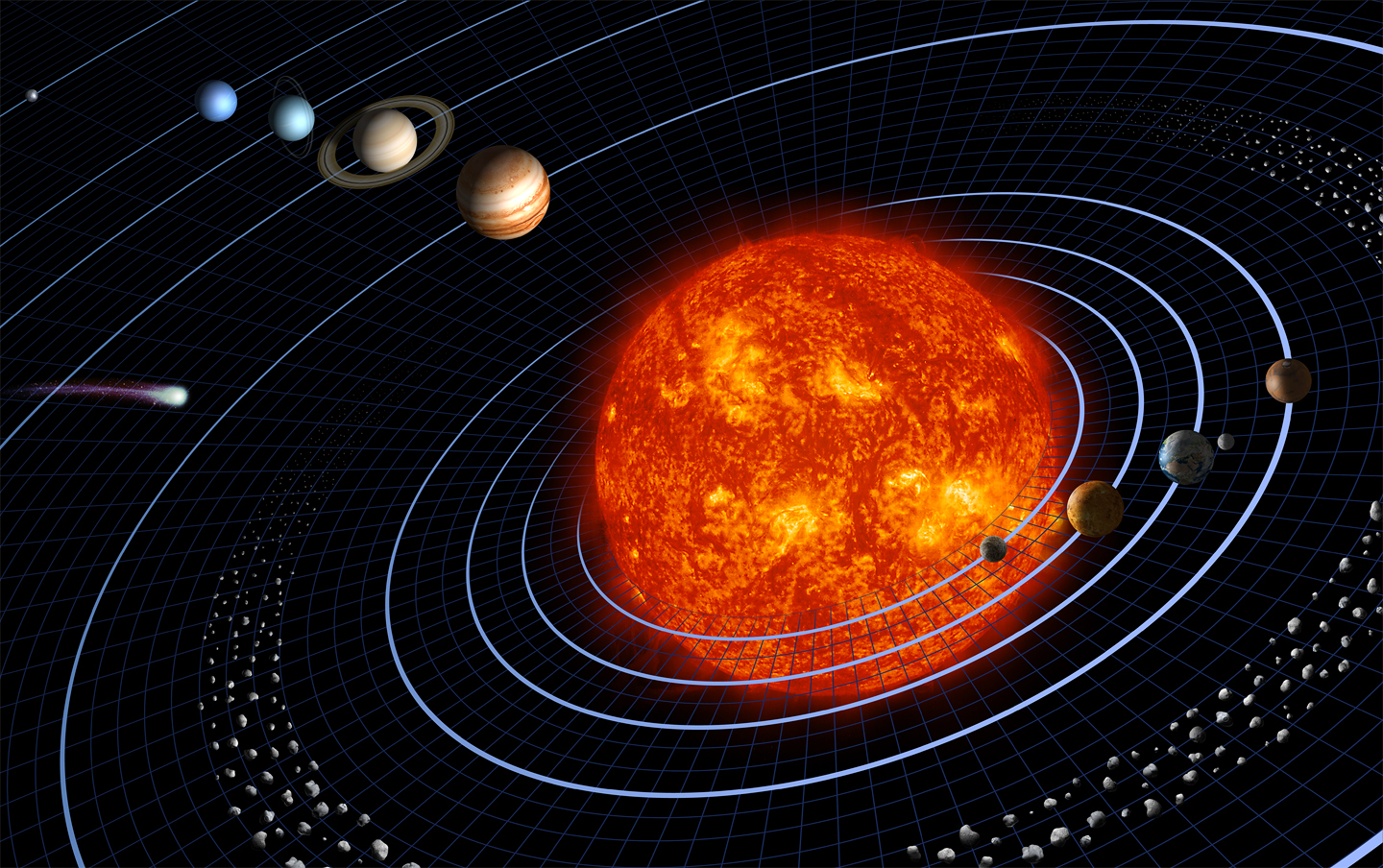
Il Sistema solare spiegato in termini di gravitazione universale

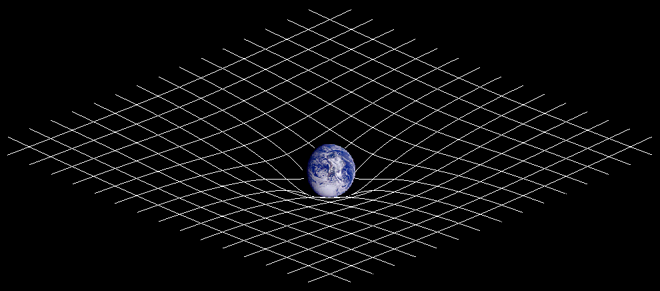
Curvatura dello spazio-tempo come prevista dalla teoria della relatività generale

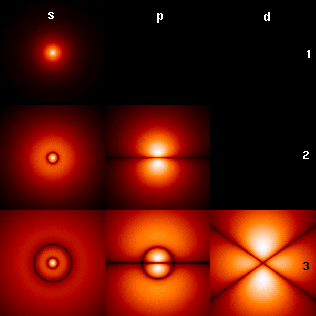
Rappresentazione di orbitali atomici come previsti dalla meccanica quantistica

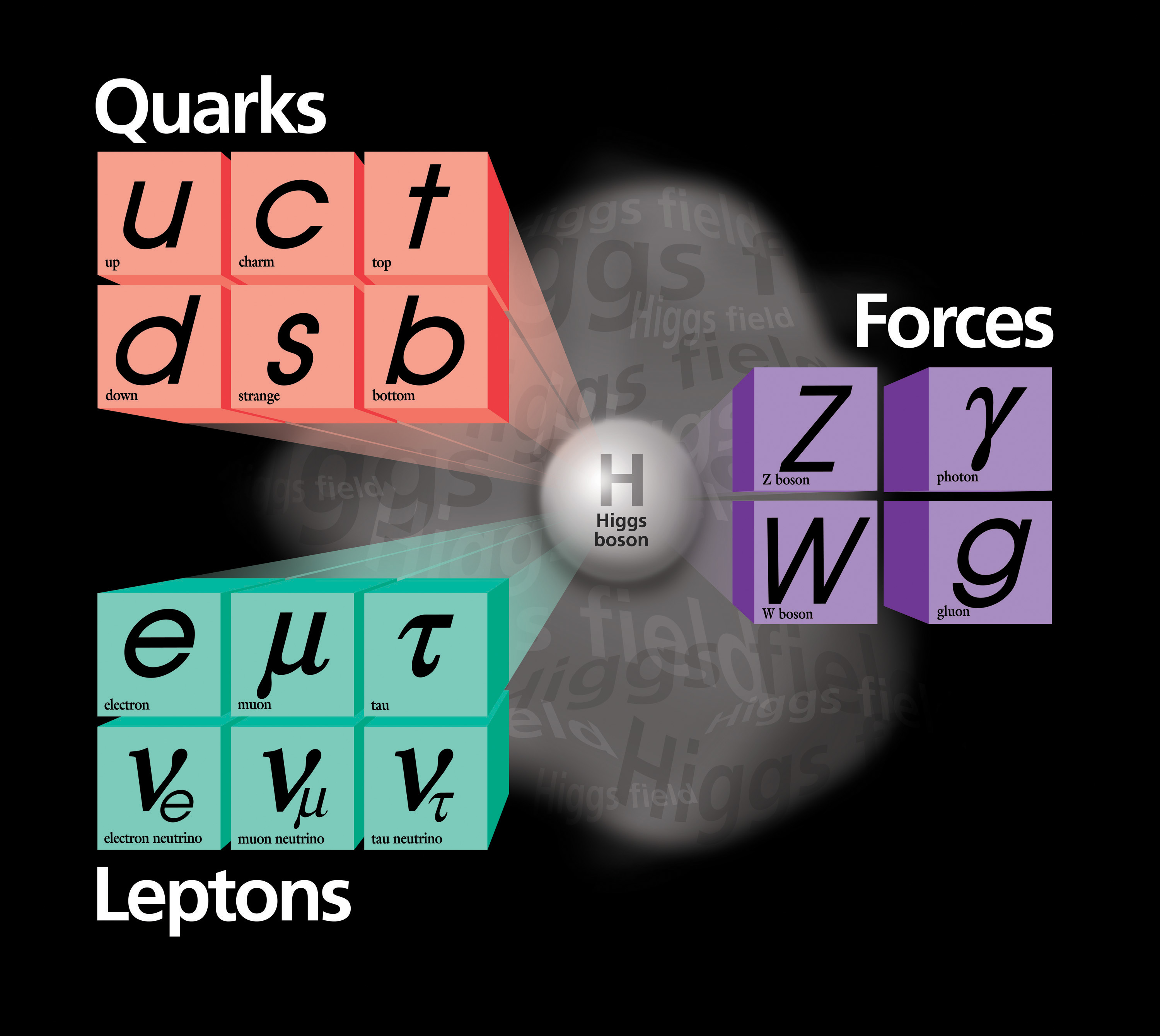
Rappresentazione del Modello standard

Il ricorso al formalismo fisico-matematico sempre più spinto e sofisticato della fisica teorica si è accentuato con la fisica moderna del XX secolo, con lo scopo di interpretare i fenomeni dell'infinitamente piccolo e dell'infinitamente grande, difficilmente riproducibili e osservabili in laboratorio. Se da una parte quindi, con la fisica classica, la fisica teorica corrispondeva essenzialmente all'elaborazione dei fatti sperimentali e all'estrapolazione della teoria secondo il più classico metodo scientifico, con la fisica del XX secolo la situazione può dirsi capovolta, con la fisica teorica a rappresentare spesso il metodo di indagine più praticabile per l'avanzamento delle conoscenze, attraverso il percorso deduttivo. Riflessioni epistemologiche in merito furono elaborate da Karl Popper sotto forma di ridefinizione deduttivista-sperimentale del metodo scientifico.

## Teorie

### Teorie fondamentali
Le teorie fondamentali sono le teorie che costituiscono le fondamenta della nostra conoscenza fisica della natura.
Sono teorie che hanno ricevuto svariate ed evidenti verifiche e conferme sperimentali e, d'altra parte, non hanno ricevuto alcuna confutazione sperimentale all'interno del dominio di validità che esse pretendono coprire. Sono pertanto delle teorie comunemente accettate dalla comunità universale dei fisici.
È importante sottolineare che una teoria fisica fondamentale può essere confutata da un esperimento, ma al di fuori del suo dominio di validità. Ad esempio, la teoria classica della meccanica galileiana è valida a velocità basse ma è confutata a velocità prossime a quelle della luce.
Fra le teorie fondamentali si possono enumerare:
- Meccanica classica
- Teoria della gravitazione universale
- Termodinamica
- Meccanica statistica
- Elettromagnetismo
- Meccanica quantistica
- Relatività ristretta
- Relatività generale
- Elettrodinamica quantistica
- Cromodinamica quantistica
- Teoria elettrodebole

Inoltre, possiamo aggiungere a queste anche alcune teorie più recenti, che hanno ricevuto alcune verifiche sperimentali e sono ancora in fase di verifica:
- Modello standard
- Teoria del funzionale della densità
- Teoria del Big Bang

A volte un'evidenza sperimentale che contraddice la teoria originaria può portare alla sua riformulazione.

### Teorie proposte
Quelle che si definiscono teorie proposte sono teorie relativamente recenti che non hanno ancora ricevuto un'evidente verifica sperimentale o che non sono ancora sufficientemente verificate dagli esperimenti, ovvero che sono in fase di verifica. Si possono citare ad esempio:
- Supersimmetria
- Teoria delle stringhe
- Gravità quantistica
- Teoria della grande unificazione
- Teoria del tutto

Se qualcuna di queste teorie verrà verificata da esperimenti, diventerà parte integrante della nostra concezione dell'universo, mentre le teorie alternative a quelle verificate, verranno scartate ed accantonate. Alcune di esse hanno un carattere piuttosto estremo e potrebbero essere definite protoscienza, mentre ad altre si addice maggiormente il termine pseudoscienza. Infine alcune di queste sono piuttosto marginali, nel senso che solo una ridotta parte della comunità dei fisici ritiene che potranno un giorno ricevere una conferma sperimentale.

### Teorie confutate
Le teorie confutate sono teorie proposte nel passato, ma che sono state confutate alla prova sperimentale dei fatti. Citiamo ad esempio:
- Teoria dell'etere luminifero
- Teoria dello stato stazionario